# Hans Merker

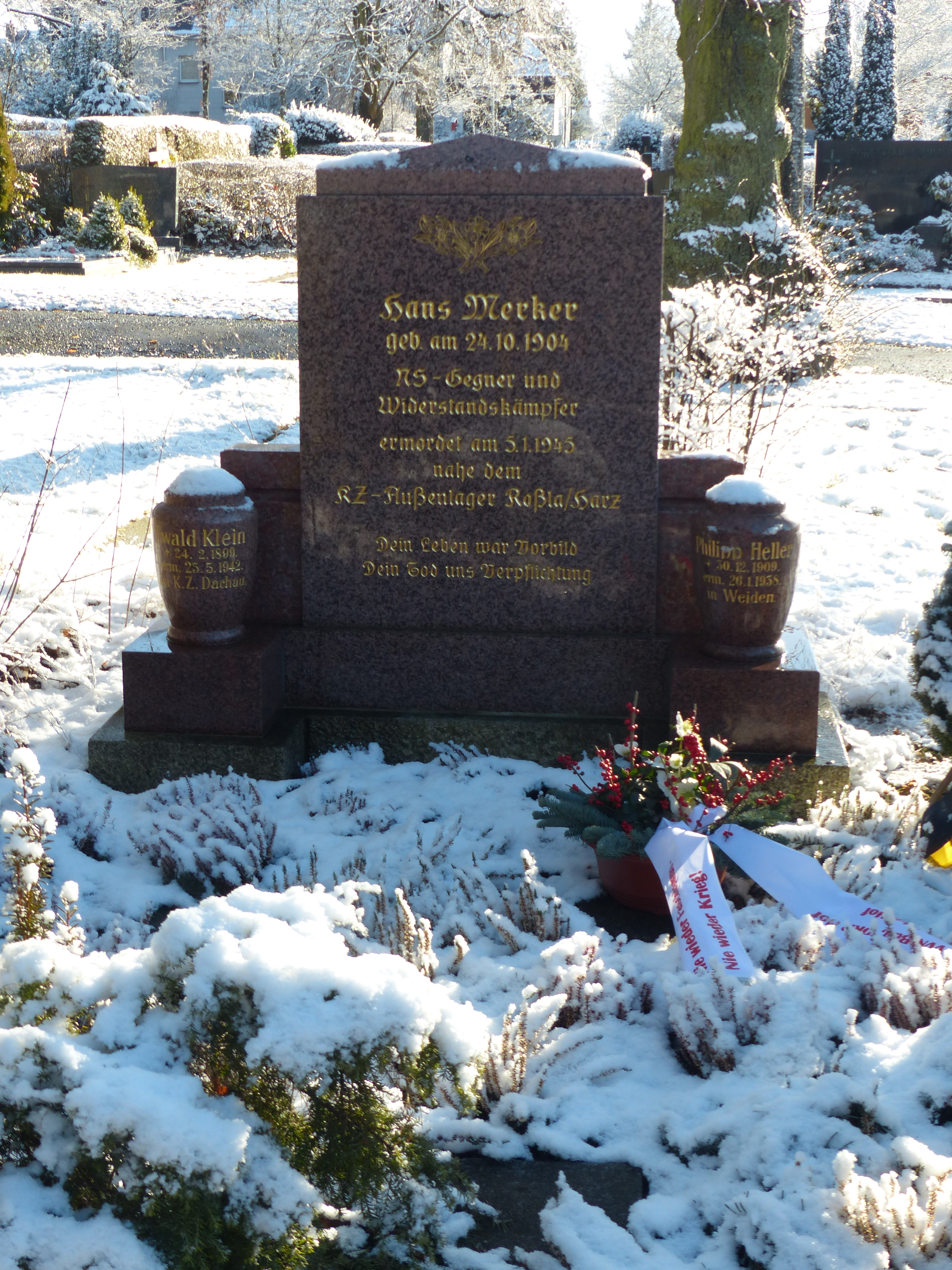
Grabmal der drei Hofer Widerstandskämpfer Hans Merker, Ewald Klein und Philipp Heller auf dem Hofer Friedhof

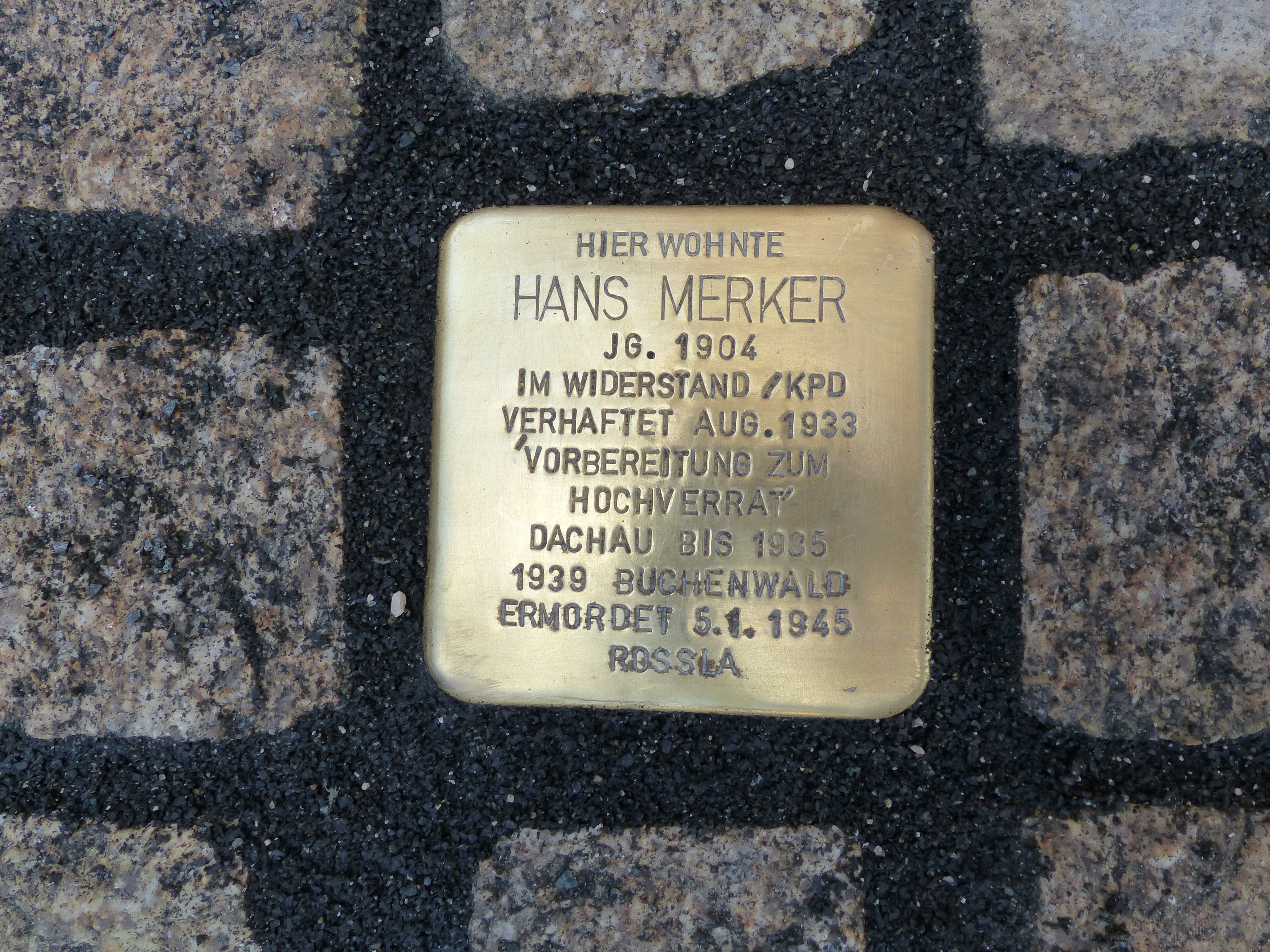
Stolperstein in der Döbereinerstraße

Hans Merker (* 24. Oktober 1904 in Hof; † 5. Januar 1945 in Roßla) war zunächst SPD- und später KPD-Mitglied. Er war Widerstandskämpfer gegen die NS-Diktatur.
Hans Merker war der Sohn des Hofer Sozialdemokraten Paul Merker. Nach Besuch der Volksschule lernte er den Beruf eines Musterzeichners und arbeitete später als Isolierer. Mit 18 Jahren schloss er sich dem Metallarbeiter-Verband an und wurde 1924 Mitglied der SPD, in der auch sein Vater Mitglied war. 1929 trat er aus der Partei aus und wurde mit der Aufnahme in die KPD Organisationsleiter, d. h. Zweiter Vorsitzender der Hofer Ortsgruppe. Am 14. November 1931 heiratete er seine Frau Anna.
Nach dem 10. März 1933 begannen in der Stadt Hof die Verhaftungen (sogenannte Schutzhaft) von SPD- und KPD-Mitgliedern. Da Merker bereits wegen unerlaubter Sammlung im März fünf Tage im Landgerichtsgefängnis inhaftiert war, entging er dieser Verhaftungswelle, er wurde zudem irrtümlich entlassen und tauchte unter. Mit Fritz Schröder organisierte er in Hof die Mitgliederversammlung der inzwischen verbotenen KPD in der Gaststätte Krebsbachgrund, wo er als Redner auftrat. Sieben Personen wurden dabei festgenommen, Merker gelang die Flucht. Weitere Ermittlungen führten schließlich auch zur Festnahme von Merker, der sich in der Staudenmühle bei der Familie von Christian Sandner versteckt gehalten hatte. Über das Landgerichtsgefängnis wurde er in das Gefängnis München-Stadelheim verlegt. Im August 1933 wurde ihm vor dem Bayerischen Obersten Landesgericht wegen Vorbereitung des Hochverrats der Prozess gemacht, er wurde zusammen mit Fritz Schröder beschuldigt, die Diktatur des Proletariats und die Errichtung einer Räterepublik vorzubereiten. Beide landeten im KZ Dachau als „Berufsverbrecher“ – unterbrochen von einem kurzen Aufenthalt im Gefängnis St. Georgen-Bayreuth.

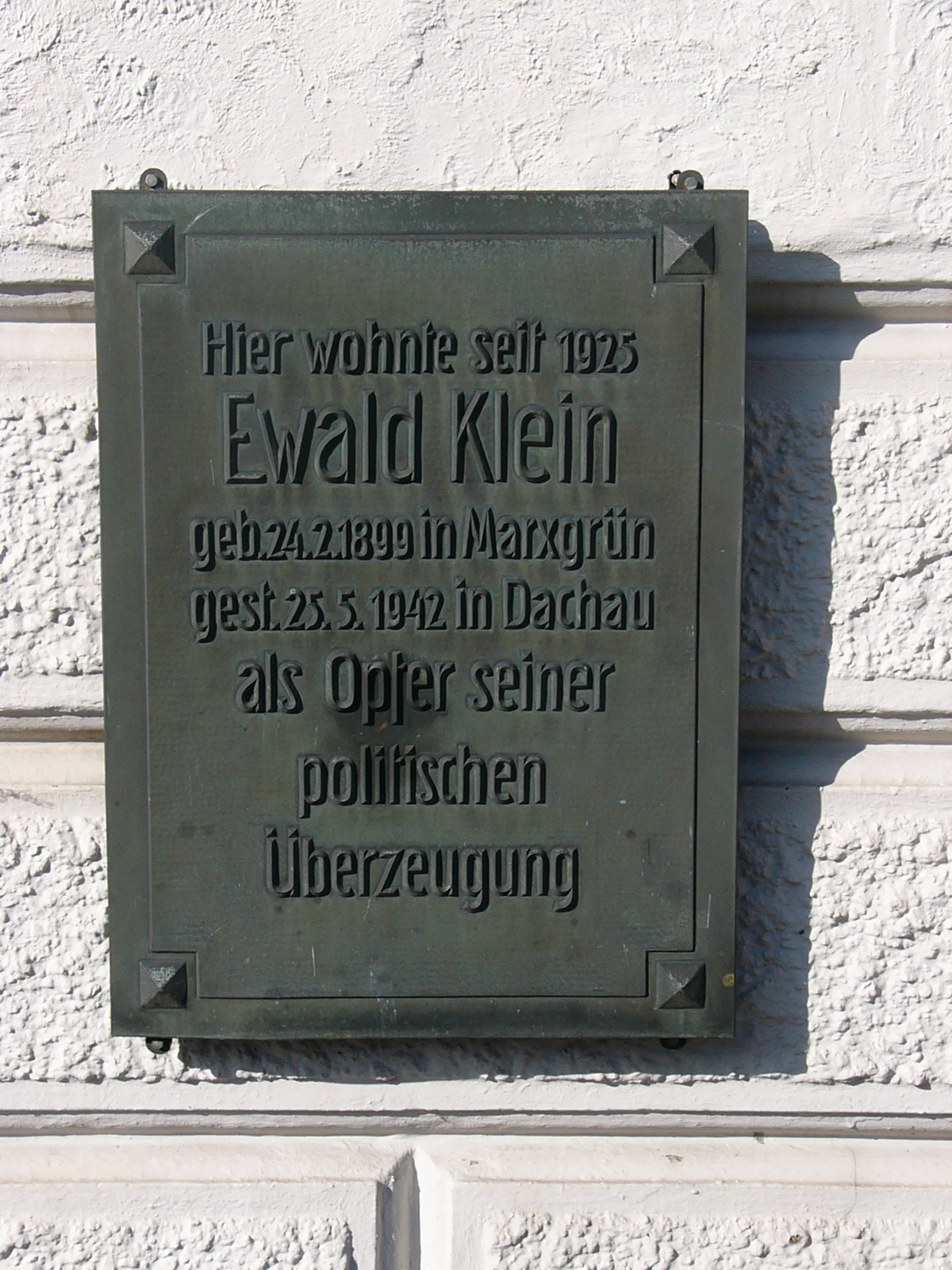
Gedenktafel für Ewald Klein an seinem Wohnhaus in Hof

Nach seiner Entlassung 1935 wurde er bei der Firma Reinhold & Mahla wieder eingestellt. Seiner Frau hatte man Scheidungsunterlagen angeboten, sie hatte jedoch abgelehnt. Merker nahm auch sofort wieder Kontakt zu seinen Gesinnungsgenossen, darunter Paul Seidel aus Schwarzenbach, auf. Merker sorgte für die Verbreitung von Schriften, die er aus Asch und Bautzen bezog. Die Gruppe Merker arbeitete bis 1938. Beim Kriegsausbruch 1939 erfolgte erneut eine Verhaftungswelle, bei der in Hof namhafte Oppositionelle, darunter Merker und Ewald Klein verhaftet wurden. Merker wurde als politischer Häftling im KZ Buchenwald im „Kleinen Lager“ inhaftiert.
Am 5. Januar 1945 wurde Merker von der SS getötet, nach offizieller Verlautbarung wurde er während eines Transports am Bahnhof Roßla „auf der Flucht“ erschossen (siehe auch Postenpflicht). Die sterblichen Überreste Merkers wurden auf dem Friedhof von Hof bestattet. Ein gemeinsamer Grabstein erinnert an die drei Hofer Widerstandskämpfer Hans Merker, Ewald Klein und Philipp Heller. 1946 wurde nach Hans Merker eine Straße in Hof benannt, sie ist heute Teil der Ernst-Reuter-Straße. In der Zeit des Kalten Krieges wurde sie im Zuge des KPD-Verbotes 1957 umbenannt. Damit verschwand auch einer der wenigen Hinweise auf den Widerstand, der in der Zeit der NS-Diktatur in Hof geleistet wurde. Am 30. Juli 2015 verlegte der Künstler Gunter Demnig erstmals in der Stadt Hof einen Stolperstein zur Erinnerung an Hans Merker. Der Stolperstein befindet sich in einem Arbeiterviertel vor dem Wohnhaus Döbereinerstraße 12, Merkers letztem Wohnsitz.